# All-Star Game da NBA de 1953
O All-Star Game da NBA de 1953 foi um jogo de basquete disputado em 13 de janeiro de 1953 no Allen County War Memorial Coliseum em Fort Wayne, Indiana, casa do Fort Wayne Pistons. O jogo foi a terceira edição do All-Star Game da National Basketball Association (NBA) e foi disputado durante a temporada de 1952-53. O Leste derrotou o Oeste por 79–75 e George Mikan, do Minneapolis Lakers, que liderou o Oeste com 22 pontos e 16 rebotes, foi eleito o MVP do All-Star Game.

## Times
Os jogadores do All-Star Game foram escolhidos por jornalistas esportivos de várias cidades. Eles não tinham permissão para selecionar jogadores de suas próprias cidades. Os jogadores foram selecionados sem levar em conta a posição. Dez jogadores de cada divisão foram selecionados para representar as divisões Leste e Oeste no All-Star Game. Oito jogadores do Oeste do ano anterior retornaram, enquanto apenas cinco jogadores do Leste do ano anterior retornaram. Oito jogadores, Don Barksdale, Carl Braun, Billy Gabor, Mel Hutchins, Neil Johnston, Slater Martin, Paul Seymour e Bill Sharman, foram selecionados pela primeira vez. Barksdale, um dos primeiros jogadores afro-americanos na NBA, tornou-se o primeiro afro-americano a jogar em um All-Star Game. O Boston Celtics foi representado por quatro jogadores no elenco, enquanto três outros times, o Minneapolis Lakers, o New York Knickerbockers e o Rochester Royals, foram representados por três jogadores cada um no elenco. Os titulares foram escolhidos pelo treinador principal de cada equipe. O técnico dos Lakers, John Kundla, voltou a treinar o Oeste pelo terceiro ano consecutivo. O técnico dos Knickerbockers, Joe Lapchick, foi nomeado técnico do Leste pela segunda vez.
| Pos.                                      | Jogador        | Time                    | No. de seleções |
| Titulares                                 | Titulares      | Titulares               | Titulares       |
| ----------------------------------------- | -------------- | ----------------------- | --------------- |
| G                                         | Bob Cousy      | Boston Celtics          | 3º              |
| F/C                                       | Harry Gallatin | New York Knickerbockers | 3º              |
| C/F                                       | Ed Macauley    | Boston Celtics          | 3º              |
| F/C                                       | Dolph Schayes  | Syracuse Nationals      | 3º              |
| G                                         | Bill Sharman   | Boston Celtics          | 1º              |
| Reservas                                  |                |                         |                 |
| F/C                                       | Don Barksdale  | Baltimore Bullets       | 1º              |
| G/F                                       | Carl Braun     | New York Knickerbockers | 1st             |
| G/F                                       | Billy Gabor    | Syracuse Nationals      | 1º              |
| C                                         | Neil Johnston  | Philadelphia Warriors   | 1º              |
| G                                         | Fred Scolari   | Baltimore Bullets       | 2º              |
| G/F                                       | Paul Seymour   | Syracuse Nationals      | 1º              |
| Treinador: Joe Lapchick (New York Knicks) |                |                         |                 |

| Pos.                                       | Jogador        | Time                   | No. de seleções |
| Titulares                                  | Titulares      | Titulares              | Titulares       |
| ------------------------------------------ | -------------- | ---------------------- | --------------- |
| F/C                                        | Mel Hutchins   | Milwaukee Hawks        | 1º              |
| C                                          | George Mikan   | Minneapolis Lakers     | 3º              |
| F/C                                        | Vern Mikkelsen | Minneapolis Lakers     | 3º              |
| G/F                                        | Andy Phillip   | Fort Wayne Pistons     | 3º              |
| G                                          | Bobby Wanzer   | Rochester Royals       | 2º              |
| Reservas                                   |                |                        |                 |
| F/G                                        | Leo Barnhorst  | Indianapolis Olympians | 2º              |
| G/F                                        | Bob Davies     | Rochester Royals       | 3º              |
| C/F                                        | Larry Foust    | Fort Wayne Pistons     | 3º              |
| G                                          | Slater Martin  | Minneapolis Lakers     | 1º              |
| C/F                                        | Arnie Risen    | Rochester Royals       | 2º              |
| Treinador:John Kundla (Minneapolis Lakers) |                |                        |                 |

## Jogo
O Oeste derrotou o Leste por 4 pontos. O jogo foi uma disputa acirrada com muitas mudanças de liderança nos primeiros três quartos. O Oeste superou o Leste por 22–20 no quarto período para vencer o jogo por quatro pontos. No entanto, o Prêmio de MVP do All-Star Game foi para o pivô do Minneapolis Lakers, George Mikan, que registrou 22 pontos e 16 rebotes para o Oeste, a melhor marca do jogo. Ed Macauley, do Boston Celtics, liderou o Leste com 18 pontos, enquanto Dolph Schayes, do Syracuse Nationals, registrou 13 rebotes. Apesar de perder o jogo, o Leste teve pontuação mais equilibrada com quatro jogadores marcando dois dígitos, enquanto o Oeste teve apenas Mikan e Larry Foust marcando dois dígitos. Os 154 pontos combinados marcados são o menor total de pontos marcados em um All-Star Game.
| 13 de janeiro de 1953 |                                                                    | Conferência Leste 75, Conferência Oeste 79 | Conferência Leste 75, Conferência Oeste 79   | Conferência Leste 75, Conferência Oeste 79 |  | Allen County War Memorial Coliseum, Fort Wayne Público: 10,322 Árbitros: - Sid Borgia - Bud Lowell |  |
| 13 de janeiro de 1953 | Placar por quarto: 20–20, 14–15, 21–22, 20–22                      |                                            |                                              |                                            |  | Allen County War Memorial Coliseum, Fort Wayne Público: 10,322 Árbitros: - Sid Borgia - Bud Lowell |  |
| 13 de janeiro de 1953 | Pts: Macauley 18 Rbts: Schayes 13 Asts: Cousy, Macauley, Schayes 3 |                                            | Pts: Mikan 22 Rbts: Mikan 16 Asts: Phillip 8 |                                            |  | Allen County War Memorial Coliseum, Fort Wayne Público: 10,322 Árbitros: - Sid Borgia - Bud Lowell |  |

| Jogador        | Pos       | Min                 | FGM                 | FGA                 | FTM                 | FTA                 | Reb                 | Ast                 | PF                  | Pts                 |
| Titulares      | Titulares | Titulares           | Titulares           | Titulares           | Titulares           | Titulares           | Titulares           | Titulares           | Titulares           | Titulares           |
| -------------- | --------- | ------------------- | ------------------- | ------------------- | ------------------- | ------------------- | ------------------- | ------------------- | ------------------- | ------------------- |
| Bob Cousy      | G         | 36                  | 4                   | 11                  | 7                   | 7                   | 5                   | 3                   | 1                   | 15                  |
| Bill Sharman   | G         | 26                  | 5                   | 8                   | 1                   | 1                   | 4                   | 0                   | 2                   | 11                  |
| Dolph Schayes  | F/C       | 26                  | 2                   | 7                   | 4                   | 4                   | 13                  | 3                   | 3                   | 8                   |
| Harry Gallatin | F/C       | 19                  | 1                   | 4                   | 1                   | 2                   | 3                   | 2                   | 1                   | 3                   |
| Ed Macauley    | C/F       | 35                  | 5                   | 12                  | 8                   | 8                   | 7                   | 3                   | 2                   | 18                  |
| Reservas       |           |                     |                     |                     |                     |                     |                     |                     |                     |                     |
| Neil Johnston  | C         | 27                  | 5                   | 13                  | 1                   | 2                   | 12                  | 0                   | 2                   | 11                  |
| Billy Gabor    | G/F       | 25                  | 0                   | 3                   | 0                   | 1                   | 5                   | 2                   | 1                   | 0                   |
| Carl Braun     | G/F       | 21                  | 1                   | 4                   | 1                   | 1                   | 3                   | 2                   | 2                   | 3                   |
| Paul Seymour   | G/F       | 14                  | 2                   | 3                   | 1                   | 2                   | 3                   | 2                   | 1                   | 5                   |
| Don Barksdale  | F/C       | 11                  | 0                   | 1                   | 1                   | 3                   | 3                   | 2                   | 0                   | 1                   |
| Fred Scolari   | G         | Não jogou por lesão | Não jogou por lesão | Não jogou por lesão | Não jogou por lesão | Não jogou por lesão | Não jogou por lesão | Não jogou por lesão | Não jogou por lesão | Não jogou por lesão |
| Total          | Total     | 240                 | 25                  | 66                  | 25                  | 31                  | 58                  | 19                  | 15                  | 75                  |

| Jogador        | Pos       | Min       | FGM       | FGA       | FTM       | FTA       | Reb       | Ast       | PF        | Pts       |
| Titulares      | Titulares | Titulares | Titulares | Titulares | Titulares | Titulares | Titulares | Titulares | Titulares | Titulares |
| -------------- | --------- | --------- | --------- | --------- | --------- | --------- | --------- | --------- | --------- | --------- |
| Bobby Wanzer   | G         | 22        | 4         | 7         | 1         | 1         | 2         | 2         | 1         | 9         |
| Andy Phillip   | G/F       | 36        | 4         | 9         | 1         | 1         | 6         | 8         | 2         | 9         |
| Mel Hutchins   | F/C       | 30        | 1         | 8         | 0         | 1         | 6         | 5         | 2         | 2         |
| Vern Mikkelsen | F/C       | 19        | 3         | 13        | 0         | 0         | 6         | 3         | 3         | 6         |
| George Mikan   | C         | 40        | 9         | 26        | 4         | 4         | 16        | 2         | 2         | 22        |
| Reservas       |           |           |           |           |           |           |           |           |           |           |
| Slater Martin  | G         | 26        | 2         | 10        | 1         | 1         | 2         | 1         | 2         | 5         |
| Arnie Risen    | C/F       | 19        | 2         | 7         | 1         | 3         | 9         | 2         | 3         | 5         |
| Larry Foust    | C/F       | 18        | 5         | 7         | 0         | 0         | 6         | 0         | 4         | 10        |
| Bob Davies     | G/F       | 17        | 3         | 7         | 3         | 6         | 3         | 2         | 2         | 9         |
| Leo Barnhorst  | F/G       | 13        | 1         | 2         | 0         | 1         | 3         | 2         | 0         | 2         |
| Total          | Total     | 240       | 34        | 96        | 11        | 18        | 59        | 27        | 21        | 79        |